# Sylvania (Alabama)
Sylvania – miasto w Stanach Zjednoczonych, w stanie Alabama, w hrabstwie DeKalb. W roku 2023 miasto zamieszkiwało 1809 osób, a gęstość zaludnienia wynosiła 93,7 osoby/km².